# 장의열차

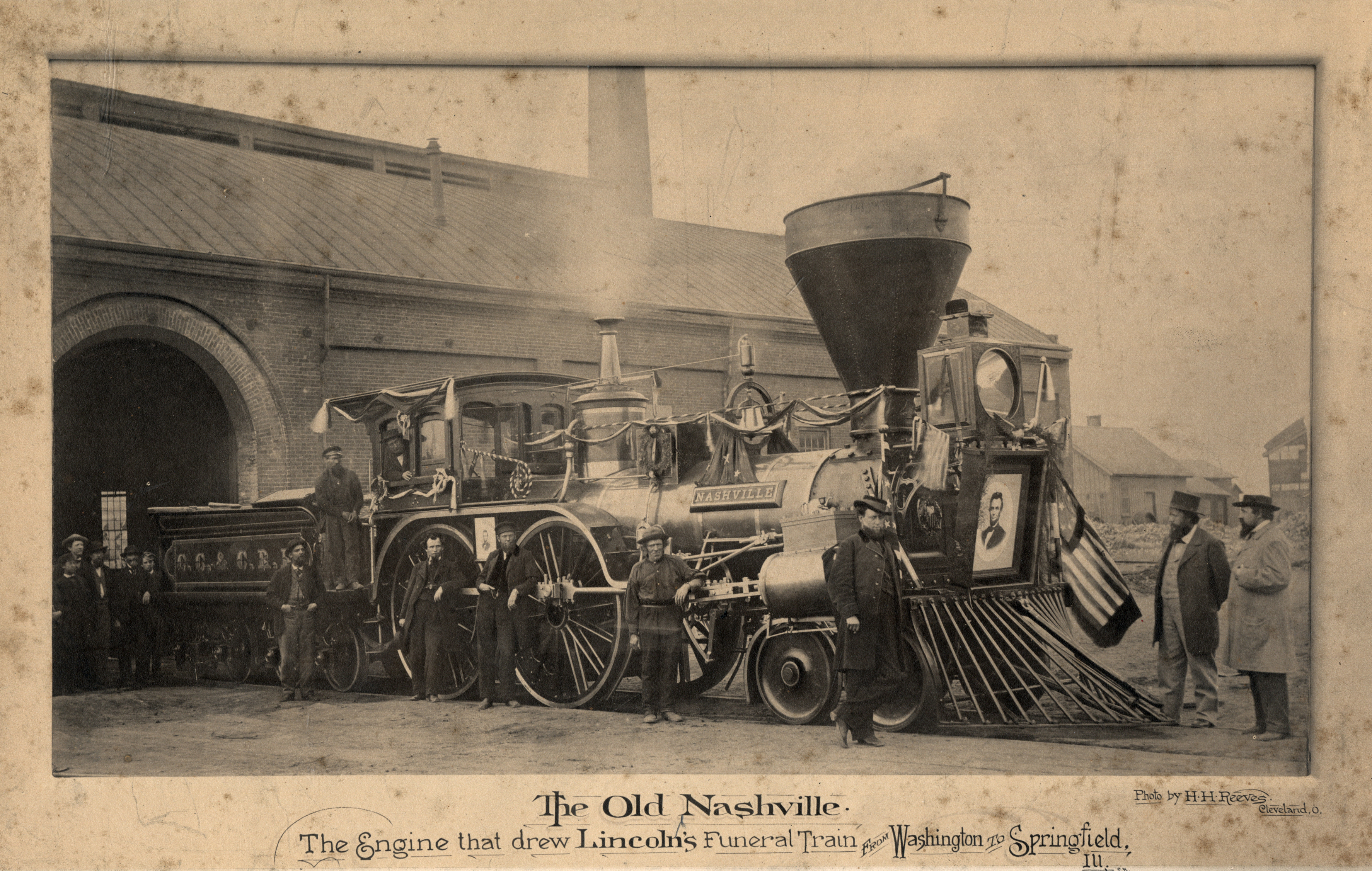
에이브러햄 링컨의 장의열차

장의열차는 철도를 사용하여 사망한 자의 관을 수송하는 열차이다. 철도의 태동기에는 사망자와 유족을 묘지로 운송하는 주된 교통 수단이었으나, 도로 교통의 발달과 영구차의 보급으로 국장에서만 찾아볼 수 있게 되었다. 현대의 장의열차는 디젤 기관차나 전기 기관차 외에도 복원 운행된 증기 기관차로 운행하는 경우가 있다.

## 국장에 사용된 장의열차

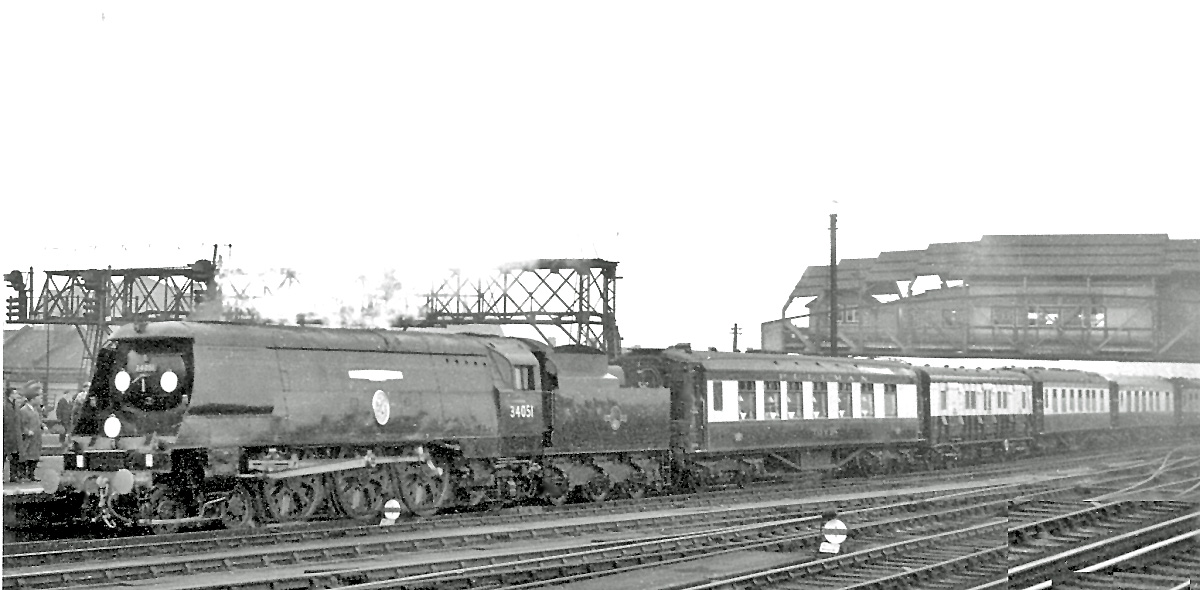
클랩햄 정션을 지나는 윈스턴 처칠의 장례열차

대부분의 장례는 영구차를 사용하지만 국가 원수의 장례식에서는 장의열차를 사용하기도 한다.

### 유럽
덴마크의 프레데리크 9세의 유해는 1972년 1월 24일에 크리스티안스보르성에서 출발하여 코펜하겐 중앙역을 경유하여 로스킬레 대성당까지 장의열차편으로 운송되었다. 그의 배우자 잉리드가 사망한 2000년 11월 14일에도 같은 장의열차가 편성되었다. DR에서는 당시 증기 기관차로 운행한 장의열차의 운행을 방송했다.
루마니아의 국왕 미하이 1세의 장례는 2017년 12월 16일에 국장으로 진행되었다. 부쿠레슈티에서 의식이 끝난 후 국왕의 관은 장의열차에 실려서 버네아사(Băneasa)역에서 매장지 근처의 쿠르테아데아르제슈(Curtea de Argeș)역으로 운송되었다.
20세기에 사망한 영국의 군주 빅토리아 여왕, 에드워드 8세, 조지 6세는 장의열차를 통해서 윈저 앤 이튼 센트럴(Windsor & Eton Central)역으로 운송되었다. 반면 대부분 영국의 총리의 장례식에는 장의열차가 사용되지 않았지만, 윈스턴 처칠의 장례식에는 런던 워털루역에서 장지에 인접한 핸버러(Handborough)역까지 장의열차가 편성되었다. 런던 브리지 작전에서는 엘리자베스 2세가 스코틀랜드에서 사망했을 때 영국 왕실열차편으로 시신을 운송할 계획이었으나, 1세기 가량의 전통에서 벗어나서 런던으로 항공 수송된 다음 국가 영구차를 사용하여 윈저로 운송되었다.
1894년에 사망한 러시아 제국의 차르 알렉산드르 3세의 유해는 크림반도의 리바디아궁에서 모스크바를 경유하여 상트페테르부르크까지 장의열차로 운송되었다. 1924년 1월 23일에는 블라디미르 레닌의 유해가 파벨레츠키역 방면 장의열차로 운송되었다. 레닌의 장의열차에 사용된 차량은 파벨레츠키역에 있는 모스크바 철도박물관에 보존되어 있다.

### 아메리카

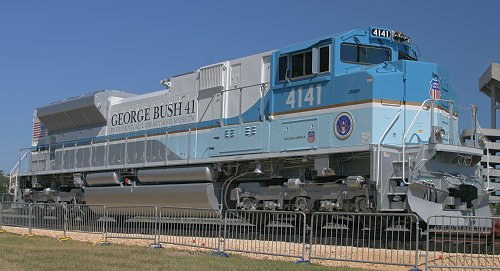
조지 H. W. 부시 장의열차의 기관차

에이브러햄 링컨(1865년 4월), 제임스 가필드(1881년), 율리시스 S. 그랜트(1885년), 윌리엄 매킨리(1901년), 프랭클린 D. 루즈벨트(1945년), 드와이트 D. 아이젠하워(1969년), 조지 H. W. 부시(2018년) 대통령 사망 당시 장의열차가 편성되었다.
1968년 로버트 F. 케네디 상원의원의 암살 당시 뉴욕에서 워싱턴 DC까지 장의열차가 편성되었고, 약 100만명의 관중이 모여들었다. 2013년 6월 5일에는 암트랙과 대중교통 확장을 지지한 뉴저지주 출신 상원의원 프랭크 로텐버그(Frank Lautenberg)의 장례식에 장의열차가 편성되었다.
캐나다의 총리 존 알렉산더 맥도널드(캐나디안 퍼시픽 철도), 존 디펜베이커, 피에르 엘리엇 트뤼도(VIA 철도)의 유해는 장의열차로 운송되었다.

### 아시아
튀르키예 공화국의 초대 대통령 무스타파 케말 아타튀르크의 관은 TCG Yavûz 순양전함에 실려서 이즈미트까지 운송된 다음 앙카라까지 장의열차로 운송되었다.
미국에서 사망한 필리핀 자치령의 대통령 마누엘 L. 케손의 관은 1944년 8월 2일에 워싱턴 DC의 유니언역을 출발하여 캘리포니아의 샌디에이고까지 열차편으로 운송되었다.